# El musical de tu vida
El musical de tu vida fue un programa de televisión producido por Globomedia y emitido en Telecinco desde el 13 de septiembre de 2023. hasta el 1 de noviembre de 2023. Basado en el talk show y programa musical belga The musical of your life, el formato estaba presentado por Carlos Sobera.

## Formato
El espacio combina el talk show y el género musical. De este modo, cada programa es protagonizado por un rostro conocido que es entrevistado por el presentador. Esta entrevista se va intercalando con actuaciones de teatro musical que homenajean seis momentos destacados de su vida.

## Episodios y audiencias
| Temporada | Temporada | Episodios | Estreno                  | Final                  | Audiencia media | Audiencia media | Audiencia media |
| Temporada | Temporada | Episodios | Estreno                  | Final                  | Espectadores    | Cuota           |                 |
| --------- | --------- | --------- | ------------------------ | ---------------------- | --------------- | --------------- | --------------- |
|           | 1         | 8         | 13 de septiembre de 2023 | 1 de noviembre de 2023 | 696 000         | 8,5%            |                 |

### Temporada 1
| Programa | Protagonista              | Día de emisión | Audiencia       |
| -------- | ------------------------- | -------------- | --------------- |
| 1        | Ana García Obregón        | 13/09/2023     | 789 000 (9,9%)  |
| 2        | Lolita Flores             | 20/09/2023     | 759 000 (10,1%) |
| 3        | Manuel Díaz "El Cordobés" | 27/09/2023     | 758 000 (10,0%) |
| 4        | Pepe Rodríguez            | 04/10/2023     | 667 000 (7,8%)  |
| 5        | Loles León                | 11/10/2023     | 598 000 (6,9%)  |
| 6        | Tamara Falcó              | 18/10/2023     | 752 000 (9,0%)  |
| 7        | Paulina Rubio             | 25/10/2023     | 499 000 (5,7%)  |
| 8        | Miguel Bosé               | 01/11/2023     | 748 000 (8,8%)  |